# Příčinná souvislost
Příčinná souvislost neboli kauzální nexus (nexus causalis) je objektivní, kauzální vztah mezi příčinou a následkem, který je v právu nutným předpokladem vzniku odpovědnosti, např. za újmu nebo za trestný čin. Tento vztah je dán tím, že bez určité příčiny, např. protiprávního úkonu, by daný škodlivý následek nenastal, případně by nenastal takovým způsobem, jakým nastal. Od příčinné souvislosti je nicméně potřeba odlišovat zavinění, které je subjektivním vztahem pachatele k následku jeho konání a které někdy podmínkou vzniku odpovědnosti je a někdy, v případě tzv. objektivní odpovědnosti, není.
V případě více existujících příčin může být někdy posouzení kauzálního nexu náročné. Např. v případě, kdy dojde k dopravní nehodě, její oběť je převezena do nemocnice, kde zemře, nicméně zřejmě v důsledku zanedbání povinností ošetřujícího lékaře.